# Scarabaeus erichsoni
Scarabaeus erichsoni là một loài bọ cánh cứng trong họ Bọ hung (Scarabaeidae).